# Melpattampakkam
Melpattampakkam è una suddivisione dell'India, classificata come town panchayat, di 6.593 abitanti, situata nel distretto di Cuddalore, nello stato federato del Tamil Nadu. In base al numero di abitanti la città rientra nella classe V (da 5.000 a 9.999 persone).

## Geografia fisica
La città è situata a 11° 48' 24 N e 79° 38' 22 E.

## Società

### Evoluzione demografica
Al censimento del 2001 la popolazione di Melpattampakkam assommava a 6.593 persone, delle quali 3.029 maschi e 3.564 femmine. I bambini di età inferiore o uguale ai sei anni assommavano a 642, dei quali 340 maschi e 302 femmine. Infine, coloro che erano in grado di saper almeno leggere e scrivere erano 4.650, dei quali 2.265 maschi e 2.385 femmine.